# Бета-остов

Основанный на окружностях 1.1-остов (жирные тёмные рёбра) и 0.9-остов (светлые пунктирные синие рёбра) множества случайных 100 точек в квадрате.

{\displaystyle {\boldsymbol {\beta }}}-остов, бета-остов или бета-скелет — это ориентированный граф, определённый на множестве точек на евклидовой плоскости. Две точки p и q связаны ребром, когда все углы prq меньше некоторого порога, определённого параметром {\displaystyle \beta }.

## Определение на основе окружностей

Пустые пространства, определяющие основанный на окружностях -остов. Слева:. Центр:. Справа:.

Пусть {\displaystyle \beta } будет положительным вещественным числом, вычислим угол {\displaystyle \theta } по формулам
{\displaystyle \theta ={\begin{cases}\sin ^{-1}{\frac {1}{\beta }},&&\beta \geqslant 1\\\pi -\sin ^{-1}{\beta },&&\beta \leqslant 1\end{cases}}}
Для любых двух точек p и q на плоскости пусть Rpq будет множеством точек, для которых угол prq больше {\displaystyle \theta }. Тогда Rpq принимает вид объединения двух открытых дисков с диаметром {\displaystyle \beta {d}(p,q)} для {\displaystyle \beta \geqslant 1} и {\displaystyle \theta \leqslant \pi /2} и принимает форму пересечения двух открытых дисков диаметра {\displaystyle d(p,q)/\beta } для {\displaystyle \beta \leqslant 1} и {\displaystyle \theta \geqslant \pi /2}. Когда {\displaystyle \beta =1} две формулы дают то же самое значение, {\displaystyle \theta =\pi /2} и Rpq принимает форму одного открытого диска с pq в качестве диаметра.
{\displaystyle \beta }-остов дискретного множества S точек плоскости — это неориентированный граф, который соединяет две точки p и q ребром pq, когда Rpq не содержит точек S. То есть {\displaystyle \beta }-остов является графом пустых пространств, определённых областями Rpq. Если S содержит точку r, для которой угол prq больше {\displaystyle \theta }, то pq не является ребром {\displaystyle \beta }-остова. {\displaystyle \beta }-остов состоит из тех пар pq, для которых такая точка r существует.

## Определение на основе линз
Некоторые авторы используют альтернативное определение, в котором пустые области Rpq для {\displaystyle \beta >1} являются не объединением двух дисков, а линзой, пересечением двух дисков с диаметрами {\displaystyle \beta {d}(pq)}, таких, что отрезок pq лежит на радиусах обоих дисков, так что обе точки p и q лежат на границе пересечения. Как и в случае основанного на окружностях {\displaystyle \beta }-остова, основанный на линзах {\displaystyle \beta }-остов имеет ребро pq, когда область Rpq пуста от других точек. Для этого альтернативного определения, граф относительных окрестностей является специальным случаем {\displaystyle \beta }-остова с {\displaystyle \beta =2}. Два определения совпадает для {\displaystyle \beta \leqslant 1}, а для бо́льших значений {\displaystyle \beta } основанный на окружностях остов является подграфом основанного на линзах остова.
Одна важная разница между основанных на окружностях и основанных на линзах {\displaystyle \beta }-остовов заключается в том, что для любого множества точек, которые не лежат на одной прямой, всегда существует достаточно большое значение {\displaystyle \beta }, такое, что основанный на окружностях {\displaystyle \beta }-остов является пустым графом. Для контраста, если пара точек p и q имеет свойство, что для любой точки r один из двух углов pqr и qpr тупой, то основанный на линзах {\displaystyle \beta }-остов будет содержать ребро pq независимо от того, насколько велико значение {\displaystyle \beta }.

## История
{\displaystyle \beta }-остова первым определили Киркпатрик и Радке как масштабно инвариантный вариант альфа-формы Эдельсбруннера, Киркпатрика и Зайделя. Название {\displaystyle \beta }-остов отражает факт, что в некотором смысле {\displaystyle \beta }-остов описывает форму множества точек таким же образом, как топологический скелет описывает форму двумерной области. Рассматривались также обобщения {\displaystyle \beta }-остова графов, определёнными другими пустыми областями .

## Свойства
Если {\displaystyle \beta } меняется непрерывно от 0 до {\displaystyle \infty }, основанные на окружности {\displaystyle \beta }-остова образуют последовательность графов от полного графа до пустого графа. Специальный случай {\displaystyle \beta =1} ведёт к графу Габриэля, который, как известно, содержат евклидово минимальное остовное дерево. Поэтому {\displaystyle \beta }-остов также содержит граф Габриэля и минимальное остовное дерево, если {\displaystyle \beta \leqslant 1}.
Для любой постоянной {\displaystyle \beta } построение фрактала, который напоминает сглаженную версию снежинки Коха, может быть использовано для определения последовательности точечных множеств, {\displaystyle \beta }-остова которых являются путями произвольно большой длины в единичном квадрате. Поэтому, в отличие от тесно связанной триангуляции Делоне, {\displaystyle \beta }-остова имеют неограниченный коэффициент растяжения и не являются геометрическими остовами.

## Алгоритмы
Простой естественный алгоритм, который проверяет каждую тройку p, q и r на принадлежность точки r области Rpq, может построить {\displaystyle \beta }-остов любого множества с n точками за время O(n3).
Когда {\displaystyle \beta \geqslant 1}, {\displaystyle \beta }-остов (в любом определении) является подграфом графа Габриэля, который является подграфом триангуляции Делоне. Если pq является ребром триангуляции Делоне, но не является ребром {\displaystyle \beta }-остова, то точка r, которая образует больший угол prq, может быть найдена как одна из двух точек, образующих треугольник с точками p и q в триангуляции Делоне. Поэтому для этих значений {\displaystyle \beta } основанный на окружностях {\displaystyle \beta }-остов для множества n точек может быть построен за время O(n log n) путём вычисления триангуляции Делоне и используя этот тест как фильтр для рёбер.
Для {\displaystyle \beta <1} другой алгоритм Уртадо, Лиотты и Meijer позволяет построить {\displaystyle \beta }-остов за время O(n2). Никакой лучшей границы для времени в худшем случае не существует, поскольку для любого фиксированного значения {\displaystyle \beta }, меньшего единицы, существуют множества точек в общем положении (небольшие возмущения правильного многоугольника), для которых {\displaystyle \beta }-остов является плотным графом с квадратным числом рёбер. В тех же квадратичных временных границах можно вычислить весь {\displaystyle \beta }-спектр (последовательность основанных на окружностях {\displaystyle \beta }-остовов, получающихся изменением {\displaystyle \beta }).

## Приложения
Основанный на окружностях {\displaystyle \beta }-остов может быть использован в анализе изображений при восстановлении формы двухмерного объекта, если дано множество точек на границе объекта (вычислительный аналог головоломки «Соединить точки», где последовательность, в которой точки нужно связать, не заданы заранее как часть головоломки, а их алгоритм должен вычислить). Хотя, в общем случае, это требует выбора значения параметра {\displaystyle \beta }, можно доказать, что выбор {\displaystyle \beta =1{,}7} будет правильно восстанавливать всю границу любой гладкой поверхности и не будет создавать любое ребро, которое не принадлежит границе, так как точки генерируются достаточно плотно относительно локальной кривизны поверхности. Однако в экспериментальных тестах меньшее значение {\displaystyle \beta =1{,}2} было более эффективно для восстановления карты улиц по множеству точек, отображающих центральные линии улиц в геоинформационной системе. Как обобщение техники {\displaystyle \beta }-остова для восстановления поверхностей в трёхмерном пространстве, см. Hiyoshi (2007).
Основанные на окружностях {\displaystyle \beta }-остова использовались для поиска графов минимальной взвешенной триангуляции множества точек — для достаточно больших значений {\displaystyle \beta } любое ребро {\displaystyle \beta }-остова гарантированно принадлежит минимальной взвешенной триангуляции. Если рёбра, найденные таким образом, образуют связный граф на всех точках, то оставшиеся рёбра минимальной взвешенной триангуляции могут быть найдены за полиномиальное время с помощью динамического программирования. Однако, в общем случае, задача минимальной взвешенной триангуляции является NP-трудной задачей и подмножество рёбер, найденных таким образом, может не быть связным.
{\displaystyle \beta }-остова были также применены в машинном обучении для задач геометрической классификации и в беспроводных ad-hoc-сетях в качестве механизма контроля сложности сети путём выбора подмножества пар беспроводных станций, которые могут общаться друг с другом.